# El Braquage (caméra cachée)
El Braquage (arabe : البراكاج) est une émission de caméra cachée diffusée sur la chaîne de télévision tunisienne Nessma durant le mois de ramadan 2013.

## Scénario
Chaque jour, une personnalité connue est piégée par une patrouille spéciale qui l'accuse de détention de drogue. À travers une course poursuite et un braquage sorti tout droit d'un film d'action, elle vit des moments d'angoisse et de tension. Une fois arrêtée, elle est interrogée et mise devant le fait accompli d'un délit qu'elle n'a pourtant pas commis.

## Production
Présentée par Foued Litayem, elle est produite par le label Ben's Production et réalisée par Malek Ben Gaied Hassine.
Cette caméra cachée est une première en Tunisie au vu des moyens investis (250 000 dinars pour sa production), des techniques utilisées et du style de réalisation et de montage[réf. nécessaire].

## Invités
Parmi les personnalités piégées figurent le rappeur Psyco-M et l'actrice Meriem Ben Mami ou encore le rappeur DJ Costa, l'animatrice de télévision Aynes Ben Ali, l'ancien footballeur algérien Fodil Dob, le chanteur Nader Guirat, l'humoriste algérien Anes Tina et l'acteur Mehrez Hosni.